# Фред Рюттен
Фред Рюттен (нід. Fred Rutten, нар. 5 грудня 1962, Віхен) — нідерландський футболіст, що грав на позиції захисника. По завершенні ігрової кар'єри — футбольний тренер, останнім місцем роботи якого був «Феєнорд».
Всю ігрову кар'єру провів у клубі «Твенте», має в активі одну гру за національну збірну Нідерландів.

## Клубна кар'єра
Народився 5 грудня 1962 року в місті Віхен. Вихованець футбольної школи клубу «Твенте». Дорослу футбольну кар'єру розпочав 1979 року в основній команді того ж клубу, кольори якої і захищав протягом усієї своєї кар'єри гравця, що тривала чотирнадцять років.  Більшість часу, проведеного у складі «Твенте», був основним гравцем захисту команди.

## Виступи за збірну
1988 року дебютував в офіційних матчах у складі національної збірної Нідерландів у товариській грі. Згодом до лав збірної не залучався.

## Кар'єра тренера
Завершивши кар'єру гравця, залишився у клубній системі «Твенте» як помічник головного тренера. Пізніше, протягом 1999–2001 років, очолював тренерський штаб «рідного» клубу.
У 2001–2006 роках працював у клубі ПСВ спочатку тренером молодіжної команди, а згодом помічником головного тренера основного складу. Після цього ще два роки перебував на тренерському містку «Твенте».
Влітку 2008 року був призначений головним тренером німецького «Шальке 04», в якому пропрацював менше сезону — вже 26 березня 2009 року був звільнений з посади через незадовільні результати команди.
Повернувся на батьківщину, де протягом 2009–2013 років очолював команди клубів ПСВ та «Вітесс», привів останню команду до досить високого для неї четвертого місця в Ередивізі. 
Влітку 2014 року був призначений головним тренером «Феєнорда». Контракт було розраховано на один рік, і вже в березні 2015 стало відомо, що керівництво клубу не має намірів його подовжувати через посередні результати команди. 17 травня 2015 року очолювана Рюттеном команда розгромно програла «Зволле» з рахунком 0:3, втративши таким чином можливість напряму кваліфікуватися до Ліги Європи, після чого тренера було звільнено.

### Тренерська статистика
Станом на 26 квітня 2015 року
| Клуб        | Ігор | В   | Н  | П  | % перемог |
| ----------- | ---- | --- | -- | -- | --------- |
| «Твенте»    | 75   | 39  | 22 | 14 | 52,00%    |
| «Шальке 04» | 37   | 16  | 9  | 12 | 43,24%    |
| ПСВ         | 142  | 91  | 33 | 18 | 64,08%    |
| «Вітесс»    | 41   | 23  | 8  | 10 | 56,09%    |
| «Феєнорд»   | 45   | 22  | 10 | 13 | 48,89%    |
| Усього      | 340  | 191 | 82 | 67 | 56,18%    |

## Титули і досягнення
Тренер
- Володар Кубка Нідерландів (1):

Твенте: 2000-01